# Vangueria schliebenii
Vangueria schliebenii är en måreväxtart som först beskrevs av Bernard Verdcourt, och fick sitt nu gällande namn av Henrik Lantz. Vangueria schliebenii ingår i släktet Vangueria och familjen måreväxter. IUCN kategoriserar arten globalt som starkt hotad. Inga underarter finns listade i Catalogue of Life.